# Isso É Calypso na Amazônia
Isso É Calypso na Amazônia é o terceiro álbum ao vivo da cantora brasileira Joelma, lançado em 15 de agosto de 2022 de forma independente. Foi gravado em 14 de maio de 2022 no Sambódromo de Manaus, e reuniu um público superior a 25 mil espectadores. O show teve direção da própria Joelma e Ricardo Lago, direção musical de Dedê Borges e Diego Ramos e a participação especial da cantora Dani Ferber e da Orquestra Sinfônica Villa-Lobos. Trata-se de um registro da turnê Isso É Calypso Tour, que tem como intuito reproduzir os grandes concertos da Banda Calypso, formada por ela e seu ex-marido Ximbinha entre 1999 e 2015. O projeto remete ao registro Banda Calypso na Amazônia, gravado no mesmo local em 2004.
O show teve grande repercussão na mídia e redes sociais por sua abertura, em que Joelma desce de um andaime suspenso a 50 metros de altura, e pela apresentação de "Rei da Festa", na qual a cantora performa com um dançarino cadeirante. "Rei da Festa" foi lançada como single oficial do projeto. A divulgação de Isso É Calypso na Amazônia aconteceu de diversas formas, incluindo apresentações ao vivo em programas de televisão como Faustão na Band, The Noite com Danilo Gentili, Hora do Faro, Teleton, Altas Horas e Encontro com Patrícia Poeta.

## Antecedentes e anúncio
Em 29 de agosto de 2021, Joelma anunciou a turnê Isso É Calypso Tour durante um show virtual transmitido ao vivo em seu canal no YouTube. Numa entrevista concedida para a Contigo! em setembro de 2021, a cantora disse que "o plano [era] fazer todos os shows e depois transformar a turnê em um DVD". Em março de 2022, o colunista Leo Dias, do Metrópoles, divulgou que Joelma havia definido a gravação do DVD para maio em Manaus, após se reunir com a empresária Bete Dezembro. No dia 21 do mesmo mês, a cantora confirmou, através de suas contas nas redes sociais, a data da gravação para 14 de maio de 2022 no Sambódromo de Manaus, mesmo local onde ela gravou o álbum ao vivo Banda Calypso na Amazônia em 2004. Os ingressos começaram a ser vendidos em 27 de março.

## Desenvolvimento
O show tem direção da própria Joelma e Ricardo Lago e direção musical de Dedê Borges e Diego Ramos. Com todos os ingressos esgotados, a gravação contou com um público superior a 25 mil espectadores. O repertório é formado principalmente por canções da época da Banda Calypso, formada por ela e seu ex-marido Ximbinha entre 1999 e 2015, além de canções recentes da carreira solo. O palco possui 38 metros de largura, além de 20 metros de altura, e remete "a uma máquina do tempo". Segundo o diretor Ricardo Lago, a ideia é que a cantora "realmente reviva todas as emoções registradas em novembro de 2004", quando foi gravado o álbum ao vivo Banda Calypso na Amazônia no mesmo local. Logo na abertura do show, Joelma desce de um andaime suspenso a 50 metros de altura após uma queima de fogos e é recepcionada pelos bois Garantido e Caprichoso. Em referência ao Banda Calypso na Amazônia, ela canta a sequência de "Pra Te Esquecer", "Nenê", "Anjo" e "Primeiro Amor" acompanhada por quatro casais de dançarinos e vestindo um figurino preto e dourado semelhante ao do registro original. O segundo ato remete ao álbum Ao Vivo (2003) e inclui os sucessos "Esperando por Você", "Cúmbia do Amor", "Dudu", "Príncipe Encantado" e "Dançando Calypso".
No terceiro ato, Joelma interpreta "Desfaz as Malas", o medley cristão de "Unção sem Limites" e "Buscar Tua Face É Preciso" com a participação da cantora Dani Ferber – uma homenagem à amiga de Joelma e mãe de Dani, a cantora Ludmila Ferber, que faleceu vítima de um câncer de pulmão em janeiro de 2022 – e "Amor no Silêncio" com a participação da Orquestra Sinfônica Villa-Lobos. Em um palco montado no meio do público, a cantora performa "Imagino" acompanhada de fogos de artifício e vestindo um figurino idêntico ao do videoclipe da canção. "Deixa Eu Sonhar" e "Meu Amor Chegou" compõem o quarto ato do show. No quinto ato, Joelma, vestindo um "look verde dotado de luzes LED da mesma cor", performa "Rei da Festa" com o dançarino cadeirante Adriano Silva e dá continuidade com "Um Beijo Seu", "Disco Voador", "Coração Vencedor", "Pará Calypso" e "Gigantes do Norte". Para encerrar o show, Joelma canta "Isso É Calypso" vestindo o mesmo figurino do álbum ao vivo Banda Calypso pelo Brasil (2006). Ao todo, a gravação contou com 30 músicas divididas em oito atos com figurinos diferentes, sendo cinco recriações e três exclusivos. No entanto, apenas 23 faixas e sete atos entraram para a edição final do projeto.

## Lançamento e promoção
Nas plataformas digitais, Isso É Calypso na Amazônia foi dividido em quatro extended plays (EP) e seis singles, que foram lançados semanalmente entre 15 de agosto e 13 de outubro de 2022. Dos seis singles, apenas "Rei da Festa" foi lançada como single oficial do álbum em 18 de agosto. Junto com o lançamento em 15 de agosto, duas versões físicas contendo o show em DVD e CD duplo foram disponibilizadas para pré-encomenda na loja virtual de Joelma, além de outros produtos personalizados referentes ao projeto. Em 19 de agosto de 2022, Joelma divulgou o projeto no Faustão na Band, onde cantou "Voando pro Pará", "Isso É Calypso", "Pra Te Esquecer", "Rei da Festa", "A Lua Me Traiu", "Dudu" e "Dançando Calypso". Quatro dias depois, a cantora esteve no The Noite com Danilo Gentili, concedendo entrevista e se apresentando com "Rei da Festa".
Em 23 de outubro, a cantora compareceu ao Hora do Faro, onde interpretou "Dançando Calypso", "Isso É Calypso" e "Rei da Festa". Em 4 de novembro, performou "Rei da Festa" com o dançarino cadeirante Adriano Silva e interpretou um medley de "Isso É Calypso" e "Temporal" na 25ª edição do Teleton. Joelma também performou "Rei da Festa" com Adriano Silva no Altas Horas exibido no dia 19 do mesmo mês, onde também cantou um medley de "Dançando Calypso" e "A Lua Me Traiu" e outro de "Isso É Calypso" e "Disco Voador". No dia anterior, ela compareceu ao Programa do Ratinho, onde interpretou "Isso É Calypso" e "Rei da Festa", além de cantar um trecho de "A Lua Me Traiu". Em 29 de novembro de 2022, esteve no Encontro com Patrícia Poeta, onde cantou "Isso É Calypso" e "Rei da Festa". Em 30 de dezembro de 2023, a Record exibiu uma edição especial do projeto às 22h30.

## Lista de faixas
| Isso É Calypso na Amazônia — DVD |                                                                                       |                                                       |         |  |
| N.º                              | Título                                                                                | Compositor(es)                                        | Duração |  |
| 1.                               | "Abertura"                                                                            | Tovinho Diego Ramos Edilson Morenno Glayse Dominguez  | 4:41    |  |
| 2.                               | "Pra Te Esquecer"                                                                     | Batista Lima                                          | 4:19    |  |
| 3.                               | "Nenê"                                                                                | Edu Luppa                                             | 3:21    |  |
| 4.                               | "Anjo"                                                                                | Louro Santos                                          | 3:27    |  |
| 5.                               | "Primeiro Amor"                                                                       | Kim Marques                                           | 3:42    |  |
| 6.                               | "Esperando por Você"                                                                  | Tonny Brasil                                          | 2:29    |  |
| 7.                               | "Cúmbia do Amor"                                                                      | Brasil                                                | 2:56    |  |
| 8.                               | "Dudu"                                                                                | Brasil                                                | 2:30    |  |
| 9.                               | "Príncipe Encantado"                                                                  | Beto Caju Marquinhos Maraial                          | 2:09    |  |
| 10.                              | "Dançando Calypso"                                                                    | Carla Maués Josiel Carvalho                           | 2:06    |  |
| 11.                              | "Desfaz as Malas"                                                                     | Brizola                                               | 3:49    |  |
| 12.                              | "Unção sem Limites" / "Buscar Tua Face É Preciso" (com a participação de Dani Ferber) | Ludmila Ferber                                        | 7:06    |  |
| 13.                              | "Amor no Silêncio" (com a participação de Orquestra Sinfônica Villa-Lobos)            | Junior Sillva Anajuh Papada                           | 3:33    |  |
| 14.                              | "Imagino"                                                                             | Chrystian Lima Ivo Lima                               | 4:11    |  |
| 15.                              | "Deixa Eu Sonhar"                                                                     | Luppa                                                 | 3:48    |  |
| 16.                              | "Meu Amor Chegou"                                                                     | Louro Paixão Paulynho Paixão                          | 3:28    |  |
| 17.                              | "Rei da Festa"                                                                        | Morenno                                               | 3:31    |  |
| 18.                              | "Um Beijo Seu"                                                                        | Alberto Moreno                                        | 2:11    |  |
| 19.                              | "Disco Voador"                                                                        | Santos Marcibrom                                      | 2:02    |  |
| 20.                              | "Coração Vencedor"                                                                    | Brasil                                                | 3:04    |  |
| 21.                              | "Pará Calypso"                                                                        | Isac Maraial Johnny Guerra Jr. Birimbal Vini Maraial  | 3:34    |  |
| 22.                              | "Gigantes do Norte"                                                                   | Lima Diego Ramos Fineias Nelluty Joelma Mendes Guerra | 3:22    |  |
| 23.                              | "Isso É Calypso"                                                                      | Luppa Maraial                                         | 5:54    |  |
| Duração total:                   | Duração total:                                                                        | Duração total:                                        | 1:21:13 |  |

| Isso É Calypso na Amazônia — Extras do DVD |                                 |         |  |
| N.º                                        | Título                          | Duração |  |
| 24.                                        | "Amor no Silêncio" (videoclipe) | 3:43    |  |
| 25.                                        | "Making Of"                     | 18:08   |  |
| Duração total:                             | Duração total:                  | 1:43:04 |  |

| Isso É Calypso na Amazônia — CD 1 |                                                                                       |         |  |
| N.º                               | Título                                                                                | Duração |  |
| 1.                                | "Abertura"                                                                            | 4:41    |  |
| 2.                                | "Pra Te Esquecer"                                                                     | 4:19    |  |
| 3.                                | "Nenê"                                                                                | 3:21    |  |
| 4.                                | "Anjo"                                                                                | 3:27    |  |
| 5.                                | "Primeiro Amor"                                                                       | 3:42    |  |
| 6.                                | "Esperando por Você"                                                                  | 2:29    |  |
| 7.                                | "Cúmbia do Amor"                                                                      | 2:56    |  |
| 8.                                | "Dudu"                                                                                | 2:30    |  |
| 9.                                | "Príncipe Encantado"                                                                  | 2:09    |  |
| 10.                               | "Dançando Calypso"                                                                    | 2:06    |  |
| 11.                               | "Desfaz as Malas"                                                                     | 3:49    |  |
| 12.                               | "Unção sem Limites" / "Buscar Tua Face É Preciso" (com a participação de Dani Ferber) | 7:06    |  |
| Duração total:                    | Duração total:                                                                        | 42:35   |  |

| Isso É Calypso na Amazônia — CD 2 |                                                                            |         |  |
| N.º                               | Título                                                                     | Duração |  |
| 1.                                | "Amor no Silêncio" (com a participação de Orquestra Sinfônica Villa-Lobos) | 3:33    |  |
| 2.                                | "Imagino"                                                                  | 4:11    |  |
| 3.                                | "Deixa Eu Sonhar"                                                          | 3:48    |  |
| 4.                                | "Meu Amor Chegou"                                                          | 3:28    |  |
| 5.                                | "Rei da Festa"                                                             | 3:31    |  |
| 6.                                | "Um Beijo Seu"                                                             | 2:11    |  |
| 7.                                | "Disco Voador"                                                             | 2:02    |  |
| 8.                                | "Coração Vencedor"                                                         | 3:04    |  |
| 9.                                | "Pará Calypso"                                                             | 3:34    |  |
| 10.                               | "Gigantes do Norte"                                                        | 3:22    |  |
| 11.                               | "Isso É Calypso"                                                           | 5:54    |  |
| Duração total:                    | Duração total:                                                             | 38:38   |  |

## Prêmios e indicações
| Ano  | Prêmio                    | Categoria             | Resultado | Ref.          |
| ---- | ------------------------- | --------------------- | --------- | ------------- |
| 2023 | Prêmio Amazônia de Música | Melhor Álbum de Brega | Venceu    | [ 48 ] [ 49 ] |